# Cecil Torr

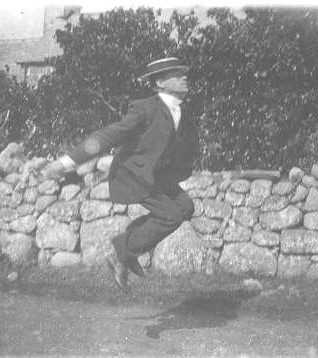
Torr in die Scilly-Inseln

Cecil Torr (* 1857 in Mitcham, Surrey; † 20. Dezember 1928) war ein britischer Altertumsforscher und Autor. Er lebte in Wreyland nahe Lustleigh, Devon.
Torr entstammte einem unitarischen Elternhaus und wuchs in London und Umgebung auf. Erst von einem Privatlehrer unterrichtet, besuchte er später die Harrow School. Torr studierte am Trinity College der University of Cambridge.

## Werke
- Ancient Ships. Cambridge University Press, 1894 (Digitalisat)
- Hannibal crosses the Alps. Cambridge University Press, Cambridge 1924
- Small Talk at Wreyland. ISBN 0 9527297 09
- Rhodes in ancient times. ISBN 978-0-9539923-6-2